# South-Airlines-Flug 8971
Auf dem South-Airlines-Flug 8971 (Flugnummer IATA: YG8971, ICAO: OTL8971, Funkrufzeichen: SOUTHLINE 8971) ereignete sich am 13. Februar 2013 ein schwerer Flugunfall, als die eingesetzte Antonow An-24RW der ukrainischen South Airlines, mit der ein Inlandscharterflug von Odessa nach Donezk durchgeführt wurde, bei Nebel neben der Landebahn des Flughafens Donezk aufschlug. Bei dem Unfall kamen von den 55 Insassen an Bord fünf Passagiere ums Leben.
Dies war der Grund für den Entzug der Lizenz.

## Flugzeug
Das Flugzeug war eine 39 Jahre und sieben Monate alte Antonow An-24RW mit der Werknummer 37308709 und der Modellseriennummer 087-09, deren Rollout am 29. Juni 1973 erfolgt war. Die Maschine ging daraufhin mit dem Luftfahrzeugkennzeichen CCCP-46622 bei der Aeroflot in Betrieb. Im Jahr 1994 übernahm die ukrainische Crimea Airlines die Maschine und betrieb sie mit dem Kennzeichen UR-46622. Ab dem Jahr 2004 war die Maschine mit dem Kennzeichen UR-VIK für die Kiewer Luftfahrtabteilung ARZ 410 in Betrieb. Ab 2006 wurde die Maschine mit dem kirgisischen Luftfahrzeugkennzeichen EX-099 betrieben. Ab dem Jahr 2007 flog die Antonow mit dem Kennzeichen UR-WRA für die Windrose Aviation, bis sie 2012 von der South Airlines übernommen wurde. Das zweimotorige Kurzstrecken-Passagierflugzeug war mit zwei Turboprop-Triebwerken des Typs Iwtschenko AI-24WT ausgestattet. Zum Zeitpunkt des Unfalls hatte die Maschine eine kumulierte Gesamtbetriebsleistung von 50.133 Betriebsstunden, auf die 32.086 Starts und Landungen entfielen.

## Passagiere, Besatzung und Flugzweck
Den inländischen Charterflug hatten 44 Passagiere angetreten. Es befand sich eine achtköpfige Besatzung an Bord der Maschine. Der 34-jährige Flugkapitän verfügte über 3.245 Stunden Flugerfahrung, wovon er 560 Flugstunden an Bord der Antonow An-24 absolviert hatte. Die Gesamtflugerfahrung des 23-jährigen Ersten Offiziers belief sich auf 175 Flugstunden. Der 30-jährige Bordingenieur verfügte über 561 Stunden Flugerfahrung, der 53-jährige Navigator hatte 6.645 Stunden in der Luft verbracht. Der 29-jährige Bordfunker verfügte über 31 Stunden Flugerfahrung. Darüber hinaus befanden sich drei Flugbegleiterinnen an Bord.
Gemäß den Flugdokumenten waren 36 Passagiere und sieben Besatzungsmitglieder an Bord, tatsächlich befanden sich aber zahlreiche unregistrierte Passagiere an Bord der Maschine. Die Passagiere hatten den Flug gebucht, um zu einem Fußballspiel zwischen Schachtar Donezk und Borussia Dortmund zu reisen.

## Unfallhergang
Am Unfalltag herrschte am Flughafen Donezk eingeschränkte Sicht wegen Nebel. Der Kapitän der Antonow war dafür zertifiziert, Anflüge bis zu einer Entscheidungshöhe von 300 Metern durchzuführen. Nach dem Erreichen der Entscheidungshöhe hielt die Besatzung nicht nach der Anflugbefeuerung der Landebahn 08 Ausschau. Der Flugkapitän setzte den Anflug fort und ließ die Maschine unter eine Höhe von 300 Metern sinken. Er teilte den anderen Besatzungsmitgliedern seine Absichten nicht mit. Der Erste Offizier und der Flugingenieur unternahmen nichts, um die Geschwindigkeit mittels eines Erhöhens der Triebwerksleistung zu regulieren. Der Flugkapitän versuchte, die Maschine steigen zu lassen, wobei die Fluggeschwindigkeit auf 150 km/h sank. Die Maschine rollte nach rechts und schlug mit einem Rollwinkel von 48 Grad rechts neben der Landebahn auf. Bei dem Unfall wurden neun Insassen verletzt, fünf Passagiere kamen ums Leben.

## Ursache
Der Unfalluntersuchungsbericht wurde am 29. Oktober 2019 lediglich in ukrainischer Sprache veröffentlicht, was vonseiten des Aviation Herald als kontraproduktiv für die Erhöhung der Flugsicherheit bewertet wurde. In dem Abschlussbericht wurde als Unfallursache ein Geschwindigkeitsverlust während eines Anfluges angegeben, für den der Flugkapitän weder vorbereitet noch zertifiziert war. Als beitragende Faktoren wurden das Versäumnis, die Triebwerksleistung mit dem Reduzieren der Sinkrate zu erhöhen, Steuereingaben, die den Anstellwinkel auf ein überkritisches Maß erhöhten und den Auftrieb an der linken Tragfläche reduzierten sowie eine Überschreitung des Landegewichts um 279 kg, nachdem die Maschine bereits mit einem um 1.579 kg überschrittenen Startgewicht in Odessa abgehoben war, aufgezählt.

## Gedenken
In Gedenken an die Opfer des Flugzeugabsturzes wurde vor dem Fußballspiel, zu dem die Passagiere reisen wollten, eine Schweigeminute eingelegt.